# Канзас-Сити Роялс
Канзас-Сити Роялс (англ. Kansas City Royals) — профессиональный бейсбольный клуб, выступающий в Центральном дивизионе Американской лиги в Главной лиге бейсбола. Команда была основана в 1969 году. С момента основания клуб базируется в городе Канзас-Сити в штате Миссури.
Золотым веком команды стал период с 1976 по 1985 год. В это время «Роялс» семь раз выходили в плей-офф и дважды сыграли в Мировой серии, выиграв титул в 1985 году. Свою вторую Мировую серию команда выиграла в 2015 году.

## История

### Основание команды
Канзас-Сити был одним из центров развития бейсбола в США. В конце XIX и начале XX веков в городе было несколько команд, в том числе «Каубойс», игравшие в Главной лиге бейсбола в 1886 году. С 1920 года здесь базировалась команда Негритянской лиги «Канзас-Сити Монаркс», а с 1955 по 1967 год — клуб Главной лиги бейсбола «Канзас-Сити Атлетикс».
После окончания сезона 1967 года владелец «Атлетикс» Чарли Финли перевёз команду в Окленд. На встрече владельцев клубов было принято решение, что Канзас-Сити получит новую франшизу в 1971 году. Однако, переезд «Атлетикс» вызвал значительное недовольство общественности и этот процесс был ускорен. Владельцем команды стал бизнесмен Юинг Кауффман, сделавший состояние в фармацевтической промышленности. Уже в 1969 году вновь созданные «Роялс» стали членами Американской лиги. Первым игроком команды, выбранным на драфте расширения, стал питчер Роджер Нельсон, до этого игравший в «Балтиморе».

### Мировая серия 1985
Первый чемпионский титул в своей истории «Роялс» выиграли в сезоне 1985 года. Регулярный чемпионат команда завершила с 91 победой при 71 поражении, выиграв Западный дивизион Американской лиги. В Чемпионской серии Американской лиги Роялс в семи матчах выиграли у «Торонто Блю Джейс». Соперниками по финалу стали «Кардиналс», а сама Мировая серия получила название «Серии I-70» в честь шоссе, на котором расположены Канзас-Сити и Сент-Луис. Роялс одержали победу в семи матчах, хотя по ходу серии уступали 0:2 и 1:3. Самым ценным её игроком стал питчер Брет Сейберхейген, сыгравший полные игры в третьем и седьмом матчах, и одержавший в них победы. Эта победа стала главным достижением команды, которая за десять лет с 1976 по 1985 год семь раз играла в плей-офф и дважды выходила в Мировую серию.